# Wish Bone (album)
| Recensione     | Giudizio |
| -------------- | -------- |
| AllMusic       |          |
| Gaffa          |          |
| Metacritic     | 72/100   |
| Mojo           |          |
| musicOMH       |          |
| NME            | 6/10     |
| Slant Magazine |          |
| The Guardian   |          |

Wish Bone è il terzo album della cantante danese Oh Land.

## Il disco
Il disco è stato pubblicato nel settembre 2013 dalle etichette Tusk or Tooth e A:larm Music. È stato prodotto dalla stessa Oh Land con David Andrew Sitek (TV on the Radio), Dan Carey e Grant "WNDRBRD" Michaels. L'album è stato preceduto dai singoli Renaissance Girls e Pyromaniac.

## Tracce
1. Bird in Aeroplane - 4:00 (Nanna Øland Fabricius, David Andrew Sitek)
2. Renaissance Girls - 3:10 (Fabricius)
3. Cherry on Top - 3:48 (Fabricius, E. Kidd Bogart, Emanuel Kiriakou)
4. 3 Chances - 2:28 (Fabricius, Julian Bunetta)
5. My Boxer - 2:50 (Fabricius, Dan Carey)
6. Love a Man Dead - 3:58 (Fabricius)
7. Next Summer - 2:32 (Fabricius)
8. Sleepy Town - 5:00 (Fabricius, Sitek, David Poe)
9. Pyromaniac - 3:42 (Fabricius, Jimmy Harry)
10. Green Card - 4:07 (Fabricius, Sia Furler, Grant Michaels)
11. Kill My Darling - 3:56 (Fabricius, Michaels)
12. Love You Better - 3:43 (Fabricius, Poe)
13. First to Say Goodnight - 4:00 (Fabricius, Sam Farrar)

## Classifiche
| Classifica                                 | Posizione raggiunta |
| ------------------------------------------ | ------------------- |
| Danimarca                                  | 4                   |
| Stati Uniti (Billboard Heatseekers Albums) | 32                  |

## Date di Pubblicazione
| Nazione     | Data              | Formato              | Etichetta                   |
| ----------- | ----------------- | -------------------- | --------------------------- |
| Danimarca   | 16 settembre 2013 | CD, Digital Download | Tusk or Tooth, A:larm Music |
| Canada      | 24 settembre 2013 | CD, Digital Download | Warner Music                |
| Stati Uniti | 24 settembre 2013 | CD, Digital Download | Federal Prism               |
| Italia      | 24 settembre 2013 | CD, Digital Download | Federal Prism               |
| Giappone    | 31 ottobre 2013   | CD, Digital Download | Federal Prism               |
| Australia   | 1º novembre 2013  | CD, Digital Download | Federal Prism               |
| Regno Unito | 4 novembre 2013   | CD, Digital Download | Federal Prism               |
| Germania    | 15 novembre 2013  | CD, Digital Download | Rykodisc                    |